# Mia Manganello
Mia Kilburg-Manganello (Crestview, 27 oktober 1989) is een Amerikaanse langebaanschaatsster.
In haar jeugd behoorde Manganello jarenlang tot de beste junioren van de Verenigde Staten. Echter, nadat ze zich niet wist te plaatsen voor de Olympische Winterspelen van 2010 in Vancouver viel ze uit de nationale ploeg en beëindigde ze op 20-jarige leeftijd haar schaatscarrière. Vervolgens stapte ze over naar de wielersport en reed onder meer drie seizoenen voor het Visit Dallas/DNA Cycling team. In 2015 maakte ze haar terugkeer op het ijs en mede door het fietsen had ze een sterker lichaam gekregen. Ze wist zich begin 2018 te plaatsen voor de 1500 m op de Olympische Winterspelen in Pyeongchang en kwam tevens uit op de ploegenachtervolging samen met Heather Bergsma en Brittany Bowe.
In 2022 nam Kilburg eenmalig deel een marathonwedstrijd, de Jan van der Hoorn Schaatssport Marathon in Haarlem, en behaalde de derde plek achter Paulien Verhaar en Maaike Verweij.

## Persoonlijk
In 2018 trouwde ze met neurochirurg Craig Kilburg.

## Persoonlijke records
| Afstand    | Tijd     | Datum           | Baan           |
| ---------- | -------- | --------------- | -------------- |
| 500 meter  | 39,69    | 5 februari 2021 | Salt Lake City |
| 1000 meter | 1.15,33  | 17 oktober 2020 | Salt Lake City |
| 1500 meter | 1.54,85  | 5 maart 2021    | Salt Lake City |
| 3000 meter | 04.01,98 | 6 januari 2017  | Salt Lake City |
| 5000 meter | 7.08,52  | 7 maart 2021    | Salt Lake City |

(laatst bijgewerkt: 14 december 2021)

## Resultaten
| Jaar | WK Allround             | WK Afstanden                                                  | Olympische Spelen                          | WK Junioren                                |
| ---- | ----------------------- | ------------------------------------------------------------- | ------------------------------------------ | ------------------------------------------ |
| 2006 |                         |                                                               |                                            | NC25 (27e, 16e, 19e, -) 4e achtervolging   |
| 2007 |                         | 5e achtervolging                                              |                                            | 16e (17e, 12e, 18e, 19e) DNF achtervolging |
| 2008 |                         |                                                               |                                            | 9e (21e, 8e, 9e, 7e) 7e achtervolging      |
| 2009 |                         |                                                               |                                            | NS3 (28e, 35e, -, -) 10e achtervolging     |
|      |                         |                                                               |                                            |                                            |
| 2017 |                         | 14e 1500m 13e 3000m 11e 5000m 13e massastart 6e achtervolging |                                            |                                            |
| 2018 |                         |                                                               | 22e 1500m · 15e massastart · achtervolging |                                            |
| 2019 |                         | 8e massastart 7e achtervolging                                |                                            |                                            |
| 2020 |                         | 16e 3000m 7e massastart 6e achtervolging                      |                                            |                                            |
|      |                         |                                                               |                                            |                                            |
| 2022 | NC12 (13e, 15e, 12e, -) |                                                               | 20e 1500m 19e 3000m 4e massastart          |                                            |
| 2023 |                         | 17e 1500m · 14e 3000m · 4e massastart · achtervolging         |                                            |                                            |
| 2024 |                         | 12e 1500m 14e 3000m 8e massastart 4e achtervolging            |                                            |                                            |
| 2025 |                         | 22e 1500m 18e 3000m 5e massastart 5e achtervolging            |                                            |                                            |

(#, #, #, #) = afstandspositie op juniorentoernooi (500m, 1500m, 1000m, 3000m) of op allroundtoernooi (500m, 3000m, 1500m, 5000m).
NC25 = niet gekwalificeerd voor de laatste afstand, maar wel als 25e geklasseerd in de eindrangschikking
NC12 = niet gekwalificeerd voor de laatste afstand, maar wel als 12e geklasseerd in de eindrangschikking
NS = niet gestart op een bepaalde afstand
DNF= niet gefinished op een bepaalde afstand